# Deutsche Kurzbahnmeisterschaften 1996
Die Deutschen Kurzbahnmeisterschaften 1996 im Schwimmen fanden vom 29. November bis 1. Dezember 1996 in Nürnberg statt. Der Veranstalter war der Deutsche Schwimm-Verband. Der Wettkampf diente gleichzeitig als Qualifikationswettkampf für die Kurzbahneuropameisterschaften 1996 in Rostock. Es wurden bei Männern und Frauen Wettkämpfe in je 18 Disziplinen ausgetragen.
| Disziplin           | Männer             | Männer              | Männer | Frauen              | Frauen            | Frauen |
| Disziplin           | Name               | Verein              | Zeit   | Name                | Verein            | Zeit   |
| 050 m Freistil      | Torsten Spanneberg | SV Halle/Saale      |        | Sandra Völker       | SG Hamburg        |        |
| 100 m Freistil      | Lars Conrad        | SGS Hannover        |        | Sandra Völker       | SG Hamburg        |        |
| 200 m Freistil      | Lars Conrad        | SGS Hannover        |        | Antje Buschschulte  | SC Magdeburg      |        |
| 400 m Freistil      | Thomas Lohfink     | SC Magdeburg        |        | Kerstin Kielgaß     | SV Preußen Berlin |        |
| 800 m Freistil      | Jörg Hoffmann      | Potsdamer SV        |        | Janina-Kristin Götz | SV Bayreuth       |        |
| 1500 m Freistil0    | Thomas Lohfink     | SC Magdeburg        |        | Andrea Müller       | SG Bayer          |        |
| 050 m Brust         | Jens Kruppa        | SC DHfK Leipzig     |        | Sylvia Gerasch      | SC Berlin         |        |
| 100 m Brust         | Jens Kruppa        | SC DHfK Leipzig     |        | Manuela Näckel      | SG Hansa Dortmund |        |
| 200 m Brust         | Andreas Siemes     | DSC Jan Wellem      |        | Anne Poleska        | SG Krefeld        |        |
| 050 m Schmetterling | Fabian Hieronimus  | SV Nikar Heidelberg |        | Sandra Völker       | SG Hamburg        |        |
| 100 m Schmetterling | Thomas Rupprath    | SG Neuss            |        | Sandra Völker       | SG Hamburg        |        |
| 200 m Schmetterling | Thomas Rupprath    | SG Neuss            |        | Silvia Szalai       | SG Frankfurt      |        |
| 050 m Rücken        | Jirka Letzin       | PSV Rostock         |        | Antje Buschschulte  | SC Magdeburg      |        |
| 100 m Rücken        | Stev Theloke       | SC Chemnitz 1892    |        | Antje Buschschulte  | SC Magdeburg      |        |
| 200 m Rücken        | Stev Theloke       | SC Chemnitz 1892    |        | Antje Buschschulte  | SC Magdeburg      |        |
| 100 m Lagen         | Jens Kruppa        | SC DHfK Leipzig     |        | Sabine Herbst       | SSV Leutzsch      |        |
| 200 m Lagen         | Jens Kruppa        | SC DHfK Leipzig     |        | Sabine Herbst       | SSV Leutzsch      |        |
| 400 m Lagen         | Christian Keller   | SG Duisburg         |        | Sabine Herbst       | SSV Leutzsch      |        |